# Apocephalus setialvus
Apocephalus setialvus är en tvåvingeart som beskrevs av Brown 1993. Apocephalus setialvus ingår i släktet Apocephalus och familjen puckelflugor.
Artens utbredningsområde är Virginia. Inga underarter finns listade i Catalogue of Life.